# Otto Fischer (Theologe)
Adolf Otto Fischer (* 19. Oktober 1869 in Triebel im Kreis Sorau in der Neumark; † 27. Dezember 1946 in Grub-Friedashof in Bayern) war ein deutscher evangelischer Pfarrer und langjähriger Autor auf dem Gebiet der Familienforschung von brandenburgischen Pfarrern sowie der Genealogie. Er ist bekannt als Verfasser und Bearbeiter des Evangelischen Pfarrerbuchs für die Mark Brandenburg seit der Reformation.

## Leben
Fischer wuchs in der Niederlausitz östlich der Oder auf und besuchte das Gymnasium zunächst in Sorau von 1881 bis 1886 und dann in Görlitz bis 1889. Anschließend studierte er Theologie an den Universitäten Halle und Berlin.
Bevor er in den kirchlichen Dienst ging, wurde er Lehrer am Pädagogium zu Muskau in der Oberlausitz und übernahm danach eine leitende Privatlehrerstelle in Büden bei Magdeburg. In der Schweiz beendete er seinen pädagogischen Berufsweg am Fridericianum in Davos. Nach seiner Ordination am 18. Januar 1902 wurde er Hilfsprediger an der Heilig-Kreuz-Kirche in Berlin.
Im Jahre 1905 wurde er Hilfsprediger der Kirchengemeinde Rixdorf und war dort für den späteren Gemeindebezirk der Nikodemus-Kirche zuständig. Ab 1908 hatte er dort eine ordentliche Pfarrstelle inne. Seit 1923 gehörte zu seinem Aufgabenbereich die Betreuung der Neuen Garnisonkirche am Südstern, die damals Teil des Nikodemus-Bezirks war. Mit Wirkung vom 1. Juli 1931 wurde er emeritiert.
In einer Tischrede anlässlich des 47. Stiftungsfestes des Vereins Herold äußerte sich Fischer grundsätzlich zu seiner Motivation, sich mit der Familienforschung zu befassen, und bezog sich dabei auf das Buch Hiob im Alten Testament der Bibel.
Am 31. Oktober 1933 veröffentlichte das Deutsche Pfarrerblatt einen Aufsatz von ihm, aufgrund dessen nach 1945 ein Entnazifizierungs-Verfahren im Gebiet Berlins und der Sowjetischen Besatzungszone gegen ihn angestrengt wurde. Den Beitrag hatte der „passionierte Ahnenforscher“ zuvor für die Zeitschrift Der Deutsche Herold 1933 verfasst. Zu seinen Beweggründen, sich mit diesem Thema zu befassen, nannte Fischer u. a., dass der Tannenbergbund eine jahrelang alte Pressenotiz aufgegriffen hatte, in der behauptet wurde, es würde Hunderte von evangelischen Pfarrern geben, die „jüdischer Abkunft“ seien. Der genealogische Forscher sah in der veröffentlichten Zahlenangabe von 500 bis 600 Pfarrern eine „Übertreibung“, die das Ziel und den Zweck habe, weiterhin „Hetze gegen die evangelische Kirche“ zu betreiben.
Fischer wies die Diffamierung des Tannenbergbundes anhand seiner untersuchten Biographien zurück, kritisierte jedoch nicht die Tatsache, dass für die Geistlichen und Kirchenbeamten in der Evangelischen Kirche in Anlehnung an die staatlichen Gesetze im nationalsozialistischen Deutschland kirchengesetzlich seit September 1933 ein „Nachweis der »arischen« Abstammung“ gefordert wurde.

## Familie
Fischer wuchs mit seinen Eltern und mehreren Geschwistern bis zum dritten Lebensjahr in Triebel auf und dann in Droskau im Kreis Sorau, wo sein Vater Karl Adolf Fischer (* 1834; † 1909) im Jahre 1872 – nach seiner Tätigkeit als Diakon und Rektor – bis zur Emeritierung mit Wirkung vom 1. Januar 1905 eine Pfarrstelle innehatte. Seine Mutter, Emmy, geborene Boelicke, gebürtig aus Berlinchen, führte nicht nur im Pfarrhaus den Haushalt, sondern unterstützte als Pfarrfrau die Gemeindearbeit seines Vaters, der mit ihr seit Oktober 1863 verheiratet war.
Otto Fischer heiratete im Alter von 35 Jahren die um zwei Jahre jüngere Karoline Marianna Katharina, Tochter des Berliner stellvertretenden Bankdirektors Gustav Jung (* 1832) und seiner Ehefrau Agnes Jung (* 1838). Die kirchliche Trauung fand am 1. Mai 1902 in der Kaiser-Wilhelm-Gedächtnis-Kirche in Berlin statt, zu deren Gemeinde die Familie Jung gehörte.
Fischers am 15. März 1871 in Berlin geborene Witwe ist am 14. August 1955 im oberbayerischen Feldkirchen unweit von München verstorben. Fischer bewunderte am Wirken einer evangelischen Pfarrfrau das „Heldentum“ und den „Segen“, der von der Ehefrau und Mutter im Pfarrhaus, besonders auf dem Lande, ausging. Als Ruheständler wohnten Fischer und seine Frau auch nach Ende des Zweiten Weltkrieges kurzzeitig noch in Berlin, bis sie nach Westdeutschland umzogen. Der Schwager Kurt Jung, Bruder von Fischers Ehefrau, war beim Sterben des evangelischen Pfarrers i. R. in Grub-Friedashof, Hausnummer 74, zugegen und zeigte dem zuständigen Standesamt den Tod tags darauf an.

## Auszeichnung
Fischer wurde am 16. Juni 1942 vor allem für sein langjähriges Wirken im Vorstand des Vereins Herold mit der Bardeleben-Medaille ausgezeichnet. Bei der Verleihung der Medaille in der Stufe „Silber“ wurden Fischers Quellenwerke zur Presbyterologie gewürdigt, insbesondere das Evangelische Pfarrerbuch für die Mark Brandenburg.

## Schriften (Auswahl)
- Tischrede des Herrn Pfarrer Fischers, stellvertr. Schriftführer des Vereins Herold. In: Deutscher Herold, Nr. 12, Dezember 1916, S. 154 f.
- Bilder aus der Vergangenheit des evangelischen Pfarrhauses. In: Jahrbuch für (Berlin-) Brandenburgische Kirchengeschichte 21, 1926, S. 12–21 (Vortrag gehalten am 30. März 1925 auf dem zuständigen Pfarrkonvent).
- Märkische Pfarrergeschlechter. In: Jahrbuch für (Berlin-) Brandenburgische Kirchengeschichte, Jg. 21, S. 22–58 [I. Teil]; [II. Teil]. Jg. 25 (1930), S. 122–138.
- Brandenburger Ordiniertenbücher. In: Archiv für Sippenforschung und alle verwandten Gebiete 6 (1929), S. 5–7, 87–93, 139–143, 176–179, 206–209; Titelerfassung im ZDB-Katalog
- Das dritte Brandenburgische Ordiniertenbuch. In: Archiv für Sippenforschung und alle verwandten Gebiete, 7, 1930, S. 20–24, 104–107, 179–182, 213–216, 281–284.
- Zur Familiengeschichte Schleiermachers. In: Jahrbuch für (Berlin-) Brandenburgische Kirchengeschichte, Jahrgang 26, S. 121–125.
- Das Stendaler Ordiniertenbuch 1763–1791. In: Familiengeschichtliche Blätter 37 (1939), Sp. 15–22, 65–70.
- »Arische« Abstammung und evangelische Pfarrer.[21]
- Evangelisches Pfarrerbuch für die Mark Brandenburg seit der Reformation / 2, Verzeichnis der Geistlichen in alphabetischer Reihenfolge. T. 1: Abbadie bis Major; Bayerische Staatsbibliothek: Teil 1 online lesen
- Evangelisches Pfarrerbuch für die Mark Brandenburg seit der Reformation / 2, Verzeichnis der Geistlichen in alphabetischer Reihenfolge. T. 2: Malacrida bis Zythenius; Teil 2. Bayerische Staatsbibliothek.